# Юлий Брауншвейг-Вольфенбюттельский
Юлий Брауншвейг-Вольфенбюттельский (нем. Julius von Braunschweig-Wolfenbüttel; 29 июня 1528, Вольфенбюттель — 3 мая 1589, Вольфенбюттель) — герцог Брауншвейг-Вольфенбюттельский c 1568 года, один из лидеров протестантского движения в Северной Германии.

## Биография
Юлий — сын герцога Генриха II Брауншвейг-Вольфенбюттельского и его супруги Марии Вюртембергской, дочери герцога Генриха Вюртембергского.
Склонённый отцом к духовному призванию, так как он оказался неспособным к рыцарским упражнениям вследствие повреждения правой ноги, он учился в Кёльне, Париже и Лувене.
Когда оба его старших брата погибли в 1553 году при Сиверсхаузене, Юлий был вызван отцом на родину, как ближайший законный наследник, но грубое и жесткое обращение с ним отца, ненавидевшего протестантизм, к которому он принадлежал, принудило его бежать в 1558 году к родственнику, маркграфу Гансу Бранденбург-Кюстринскому. Отец попытался лишить Юлия наследства, но не преуспел в этом и примирился с ним. Примирение стало полным, когда жена Юлия, Гедвига, дочь курфюрста Иоахима II Гектора Бранденбургского, родила первого сына, Генриха Юлия. В 1568 году, после смерти отца, Юлий вступил в управление страной.
Он хотел жить со всеми соседями в мире, но вместе с тем стремился сделать свою страну способной отразить всякое нападение. Он считал, что государство должна защищать собственная армия, и распустил наёмные войска, устроил большой арсенал, приказал опытным ландскнехтам обучать военному делу крестьян по воскресеньям и учредил праздники стрелков. Богатая казна и хорошо обученное постоянное войско создали Юлию особенное положение среди правителей-современников: Вильгельм I Оранский и Генрих Наваррский искали его поддержки. Подобное положение было возможно только благодаря его отличному управлению, разумной бережливости, умению соразмерять цели своей политики со средствами страны, производительность и богатство которой он поднял до небывалой высоты.
Самым доходным занятием в Брауншвейге было горное дело, на расширение и усовершенствование которого обратил внимание ещё отец Юлия, рудники Гарца прославились во всей Германии. Юлий велел исследовать герцогство в геогностическом отношении, обратил внимание на эксплуатацию существующих соленых ключей и положил начало более деятельной разработке каменноугольных богатств страны, чтобы предотвратить истребление лесов. Медь, свинец, селитра, мышьяк, особенно железо добывались в очень большом количестве. Для более дешёвой перевозки всей этой массы добываемых и частью обрабатываемых минеральных богатств Юлий позаботился о строительстве новых и улучшении старых дорог и об их безопасности. Его план соединения каналами Эльбы и Везера разбился о сопротивление некоторых соседних князей, но ему удалось сделать судоходными Нетту, Радау, Эккер и Оккер.
Он привлекал к себе учёных богословов, для богословского образования основал в Гандерсгейме педагогиум, заботился и о разработке естественных наук, открывал аптеки, куда назначал врачей. В 1576 году он основал университет в Хельмштедте, быстро расцветший благодаря вниманию и щедрости герцога Юлия. Когда ему достались Гёттинген и Каленберг (1584 год), ему удалось и в этих одичавших и обедневших от беспорядка, войн и насилия странах ввести порядок в управлении и в суде, облегчение в платежах и повинностях.
Умер в 1589 году; преемником его был старший сын его Генрих Юлий. Похоронен в церкви Святой Марии в Вольфенбюттеле.

## Потомки
В браке с Гедвигой Бранденбургской родились:
- София Гедвига (1561—1631), замужем за герцогом Эрнстом Людвигом Померанско-Вольгастским (1545—1592)
- Генрих Юлий (1564—1613), герцог Брауншвейг-Вольфенбюттеля, женат на Доротее Саксонской (1563—1587), затем на Елизавете Датской (1573—1626)
- Мария (1566—1626), замужем за герцогом Францем II Саксен-Лауэнбургским (1547—1619)
- Елизавета (1567—1618), замужем за графом Адольфом XIII Гольштейн-Шауэнбургским, затем за герцогом Кристофом Брауншвейг-Гарбургским
- Филипп Сигизмунд (1568—1623), епископ Фердена и Оснабрюка
- Маргарита (1571—1580)
- Иоахим Карл (1573—1615)
- Сабина Катарина (1574—1590)
- Доротея Августа (1577—1625), аббатиса Гандерсгеймского монастыря
- Юлий Август (1578—1617), аббат в Михаэльштайне
- Гедвига (1580—1657), замужем за герцогом Оттоном III Брауншвейг-Харбургским (1572—1641)